# Liechtenstein i olympiska sommarspelen 1936
Liechtenstein deltog med 6 deltagare vid de olympiska sommarspelen 1936 i Berlin. Ingen av landets deltagare erövrade någon medalj.